# Kappa (empresa)
Kappa é uma empresa italiana especializada na fabricação de roupas e acessórios esportivos fundada em 1916 em Turim.

## Logo
Conhecido como Omini, é uma silhueta de um homem (à esquerda) e uma mulher (à direita) sentados de costas um para o outro. Foi criado em 1969 por mero acidente. Depois de uma sessão de fotos para uma propaganda, um homem e uma mulher estavam sentados de costas um para o outro, nus, com os contornos de seus corpos traçados pela iluminação de fundo. Os fotógrafos sabiam que tinham algo, e a ideia cresceu e se tornou o que é hoje o logotipo para Robe di Kappa, ou a marca Kappa, que mais tarde foi atribuído ao ativo e sportswear, simboliza o apoio mútuo entre homem e mulher, e sua conclusão. Um fenômeno conhecido com o logotipo é que através da cobertura sobre as cabeças das duas figuras, que parece ser uma pessoa sentada com as pernas abertas. Por causa da pandemia do novo coronavírus, a empresa separou as duas pessoas, ressaltando a importância do distanciamento social.

## Estrutura da empresa
Kappa e suas marcas irmãs: Robe di Kappa ("Coisas de Kappa" em italiano), K-Way, Superga, AnziBesson, Lanzera e Jesus Jeans são de propriedade da holding BasicNet2 e por JJ Robison.
Kappa é um patrocinador do futebol mundial, suas chuteiras são usadas em muitos campos por jogadores de futebol de todo o mundo.

## Fornecimento e patrocínio

### Fórmula 1
Em 7 de janeiro de 2022, foi anunciado que a Kappa iniciou uma parceria com a Alpine F1 Team, fornecendo equipamentos aos pilotos e a equipe, exibindo o logotipo nos equipamentos e nos carros.
- Alpine F1 Team

### Futebol

#### Seleções
- Fiji
- Omã
- Tunísia

#### Clubes
África do Sul
- Kaizer Chiefs

Argélia
- JS Kabylie

Argentina
- Aldosivi
- Huracán
- Racing
- San Martín Tucumán
- Tigre

Austrália
- South Melbourne
- Western United

Bélgica
- Cercle Brugge

Brasil
- Bangu
- Botafogo-PB
- Cabofriense
- Chapecoense
- Cianorte
- Cuiabá
- ECUS
- Gama
- Grêmio Prudente
- Guarani
- Juventus-SP
- Noroeste
- Portuguesa-RJ
- Rio Branco-ES
- Vasco da Gama

Costa Rica
- Deportivo Saprissa

Eslováquia
- ŠTK 1914 Šamorín

Espanha
- Alcorcón
- Cultural Leonesa
- Deportivo La Coruña
- Real Valladolid

França
- Caen
- Laval
- Le Mans
- Metz
- Nice
- Niort
- Red Star 93

Gibraltar
- Europa

Grécia
- Aris
- Athens Kallithea

Inglaterra
- Hull City

Itália
- Brescia
- Empoli
- Fiorentina
- Genoa
- Spezia
- Venezia

Marrocos
- Wydad

Paraguai
- General Caballero JLM
- Nacional

Polônia
- Jagiellonia Białystok

Portugal
- Estoril
- Torreense
- Vizela

Romênia
- Rapid București

Rússia
- SKA Khabarovsk

Sérvia
- Partizan

Tunísia
- Espérance ST

#### Associações e ligas
- Football Queensland[3]
- Confederação Brasileira de Futebol (Arbitragem)
- Federação Paulista de Futebol (Arbitragem)
- Série B[4]

### Basquete

#### Seleções
- Argentina
- Singapura[5]

#### Clubes
França
- Boulazac Basket Dordogne
- Le Mans Sarthe Basket
- Nantes Basket Hermine
- Basket Lattes Montpellier Aglomerátion

Reino Unido
- British Basketball League (todos os times)

Escolas de samba
- Mocidade Independente de Padre Miguel (desde 2024)